# Арена (Казерта)
Арена је насеље у Италији у округу Казерта, региону Кампанија.
Према процени из 2011. у насељу је живело 25 становника. Насеље се налази на надморској висини од 133 м.